# Monkey Shines
Monkey Shines (bra: Instinto Fatal; prt: Atração Diabólica) é um filme estadunidense de 1988, escrito e dirigido por George A. Romero baseado no romance homônimo de Michael Stewart.

## Sinopse
Atropelado por um caminhão enquanto treinava, o ex-atleta Allan Mann fica tetraplégico, e seu amigo Jeff — cientista que faz testes com tecidos humanos em macacos para deixá-los mais suscetíveis — lhe oferece a macaquinha Ella para ajudá-lo. De início, ela se mostra útil e amigável, mas logo passa a assimilar os pensamentos de ódio e angústia de Allan e praticar todos os crimes que ele imagina.

## Elenco
- Jason Beghe ... Allan Mann
- John Pankow ... Geoffrey Fisher
- Kate McNeil ... Melanie Parker
- Joyce Van Patten ... Dorothy Mann
- Christine Forrest ... Maryanne Hodges
- Stephen Root ... Dean Burbage
- Stanley Tucci ... Dr. John Wiseman
- Boo ... Ella
- Janine Turner ... Linda Aikman
- William Newman ... Doc Williams
- Tudi Wiggins ... Esther Fry
- Tom Quinn ... Charlie Cunningham